# Dysodia lusia
Dysodia lusia är en fjärilsart som beskrevs av Druce 1889. Dysodia lusia ingår i släktet Dysodia och familjen Thyrididae. Inga underarter finns listade i Catalogue of Life.